# Turatia foeldvarii
Turatia foeldvarii is een vlinder uit de familie van de dominomotten (Autostichidae). De wetenschappelijke naam van de soort is, als Ilionarsis foeldvarii, voor het eerst geldig gepubliceerd in 1959 door Gozmany.